# المكتفى في الوقف والابتداء
كتاب المكتفى في الوقف والابتداء للمحدث أبو عمرو الداني من المراجع الأصيلة في هذا الفن، وقد أجمعت كل المصادر التي ترجمت للداني على أن له كتابًا في الوقف والابتداء، وأقدم من أشار إلى ذلك: الذهبي، حيث يقول: «ومن نظر كتبه علم مقدار الرجل وما وهبه الله تعالى فيه، فسبحان الفتاح العليم، ولا سيما كتاب... وكتاب الوقف والابتداء».
والكتاب له مكانة علمية عالية بين كتب هذا الفن، وذلك لأن اعتماد كل من ألف في الوقف والابتداء بعد الداني على هذا الكتاب، وكذا اعتماد كثير من العلماء في تدريس الوقف والابتداء على هذا الكتاب.
ومما يميز الكتاب: أن مادته غنية بالمسائل المتنوعة، علاوة على مسائل الوقف والابتداء التي تشكل موضوعه الأساسي، فقد ضم (150) نصا من مسائل التفسير، و (144) مسألة من مسائل القراءات، و (617) مسألة من مسائل النحو والإعراب، و (70) حديثا مما له صلة بعلوم القرآن، و (494) علما من الأئمة في مختلف العلوم، منهم القراء والمفسرون والمحدثون والنحويون والفقهاء والأدباء والشعراء.

## التعريف بكتاب المكتفى في الوقف والابتداء ومؤلفه
اسم الكتاب: المكتفى في الوقف والابتداء.
ومؤلفه: عثمان بن سعيد بن عثمان بن عمر القرطبي الداني.
كنيته: أبو عمرو.
مولده: ولد سنة 371 هـ في مدينة قرطبة.
شيوخه: ابن أبي زمنين، وأبو المطرف القشيري، وطاهر بن عبد المنعم، وغيرهم.
تلاميذه: سليمان بن نجاح، وأبو عبد الله التجيبي، وأبو الحسن ابن البياز، وغيرهم.
مؤلفاته: له أكثر من (100) مؤلف، أشهرها: التيسير، والمقنع، والمكتفى.
مكانته العلمية: كان الداني حسن الخط والضبط، ومن أهل الحفظ والعلم والذكاء والفهم، وأحد الأئمة في علم القرآن ورواياته وتفسيره ومعاني، وطرق إعرابه، قال عن نفسه: «ما رأيت شيئًا قد إلا كتبته، ولا كتبته إلا حفظته، ولا حفظته فنسيته».
وفاته: توفي سنة 444هـ.

## نسبة الكتاب إلى مؤلفه
أجمعت كل المصادر التي ترجمت للداني على أن له كتابًا في الوقف والابتداء، وأقدم من أشار إلى ذلك: الذهبي، حيث يقول: «ومن نظر كتبه علم مقدار الرجل وما وهبه الله تعالى فيه، فسبحان الفتاح العليم، ولا سيما كتاب... وكتاب الوقف والابتداء».

## قيمة الكتاب ومكانته العلمية
1- اعتماد كل من ألف في الوقف والابتداء بعد الداني على هذا الكتاب.
2- اعتماد كثير من العلماء في تدريس الوقف والابتداء على هذا الكتاب.
3- أن مادة هذا الكتاب غنية بالمسائل المتنوعة، علاوة على مسائل الوقف والابتداء التي تشكل موضوعه الأساسي، فقد ضم (150) نصا من مسائل التفسير، و (144) مسألة من مسائل القراءات، و (617) مسألة من مسائل النحو والإعراب، و (70) حديثا مما له صلة بعلوم القرآن، و (494) علما من الأئمة في مختلف العلوم، منهم القراء والمفسرون والمحدثون والنحويون والفقهاء والأدباء والشعراء.

## منهج المؤلف في كتابه
1- سلك الداني في هذا الكتاب منهج من تقدمة بالتأليف في الوقف والابتداء، فرتب كتابه على نسق السور وترتيبها كما هي في المصحف.
2- تناول مواضع الوقف داخل كل سورة مشيرا إلى حكمها ودرجتها من بين الأقسام الأربعة التي أشار إليها في مقدمته.
3- اعتمد في أقواله على آراء من تقدمه في هذا العلم، وكان أكثر اعتماده على أقوال ابن الأنباري.

## طريقته في عرض المسائل
1- ذكر الموقف في الآية، وهو إما أن يكون داخل الآية أو رأسها، وبيان حكمها ودرجتها من التمام والكفاية والحسن والقبح.
2- ذكر أحاديث متصلة الإسناد، سمعها من شيوخه تتعلق بالمسألة الواحدة، وبأسباب النزول، وبالتفسير والمعاني.
3- ذكر اختلاف القراءات التي تختلف أحكام الوقف والابتداء تبعا لها.
4- ذكر آراء الأئمة في الوقف والابتداء في المسائل المختلف فيها، وإسناد كل رأي لصاحبه.
5- الاستشهاد بآراء النحاة ومعربي القرآن في المسائل التي تختلف أحكام الوقف والابتداء تبعا لاختلافها.
6- الترجيح والتعليل، ببيان الحكم الذي أداه إليه النظر والاجتهاد، مع بيان علة هذا الحكم وأدلته.
وقد نجد هذه الأمور جميعها في المسألة الواحد، وقد يتوفر قسم منها أحيانا، أو لا يوجد إلا اليسير منها، مثال ذلك: «قال ابن الأنباري: {إلا الذين آمنوا وعملوا الصالحات} تام، ثم تبتدئ {وقليل ما هم} على معنى وقليل هم، و{ما} صلة للكلام، وهو قول الأخفش وأبي حاتم، والتمام عندي: {وقليل ما هم} لأن ذلك من الكلام الأول، والمعنى والله أعلم: وقليل ما هم المؤمنون الذين لا يبغون»